# Rouvenac
Rouvenac är en kommun i departementet Aude i regionen Occitanien  i södra Frankrike. Kommunen ligger  i kantonen Quillan som ligger i arrondissementet Limoux. År 2018 hade Rouvenac 219 invånare.

## Befolkningsutveckling
Antalet invånare i kommunen Rouvenac
Referens: INSEE